# Lista de prêmios e indicações recebidos por Anastacia
Lista de prêmios e indicações recebidos por Anastacia, uma cantora e compositora americana.
| Prêmio                        | Categoria                                       | Canção               | Resultado |
| ----------------------------- | ----------------------------------------------- | -------------------- | --------- |
| 2000                          |                                                 |                      |           |
| Goldene Europa Awards         | Melhor Artista do Ano                           |                      | Venceu    |
| Goldene Europa Awards         | Artista Revelação                               |                      | Venceu    |
| Italian Grammy Awards         | Melhor Artista Feminina Internacional           |                      | Venceu    |
| M6 Awards                     | Melhor Artista Feminina Internacional           |                      | Venceu    |
| MTV Europe Music Awards       | Artista Revelação                               |                      | Indicação |
| World Music Awards            | Artista Internacional que Mais Vendeu           |                      | Venceu    |
| 2001                          |                                                 |                      |           |
| Austrian Amadeus Music Awards | Melhor Artista Internacional                    |                      | Venceu    |
| Danish Music Awards           | Melhor Revelação Internacional                  |                      | Venceu    |
| ECHO Deutscher Musikpreis     | Melhor Artista de Pop/Rock Internacional do Ano |                      | Indicação |
| ECHO Deutscher Musikpreis     | Melhor Revelação Internacional                  |                      | Venceu    |
| Goldene Europa Awards         | Melhor Revelação Internacional                  |                      | Venceu    |
| MTV Europe Music Awards       | Melhor Música Pop                               |                      | Venceu    |
| NRJ Music Awards              | Melhor Canção Internacional do Ano              | "I'm Outta Love"     | Venceu    |
| NRJ Music Awards              | Artista Revelação                               |                      | Venceu    |
| TMF Awards                    | Melhor Single                                   | "I'm Outta Love"     | Venceu    |
| TMF Awards                    | Atuação Mais Promissora                         |                      | Venceu    |
| The Edison Awards             | Melhor Revelação Internacional                  |                      | Venceu    |
| World Music Awards            | Artista Revelação                               |                      | Venceu    |
| World Music Awards            | Artista Revelação                               |                      | Venceu    |
| 2002                          |                                                 |                      |           |
| Bambi Awards                  | Artista Revelação                               |                      | Venceu    |
| Goldene Kamera Awards         | Melhor Artista Pop Internacional                |                      | Venceu    |
| MTV Europe Music Awards       | Melhor Música Pop                               |                      | Indicação |
| Swedish Music Awards          | Melhor Artista do Ano                           |                      | Indicação |
| Swedish Music Awards          | Melhor Canção do Ano                            | "Paid My Dues"       | Indicação |
| Swedish Music Awards          | Artista mais Tocado                             |                      | Venceu    |
| The Edison Awards             | Melhor Artista Feminino Internacional           |                      | Venceu    |
| TMF Awards                    | Melhor Artista Feminino Internacional Singer    |                      | Venceu    |
| VIVA Comet Awards             | Melhor Atuação Internacional                    |                      | Venceu    |
| 2003                          |                                                 |                      |           |
| ECHO Deutscher Musikpreis     | Melhor Artista de Pop/Rock Internacional do Ano |                      | Indicação |
| 2004                          |                                                 |                      |           |
| Brit Awards                   | Melhor Artista Feminino Internacional           |                      | Indicação |
| Maxim Magazine Awards         | Mulher do Ano                                   |                      | Venceu    |
| MTV Europe Music Awards       | Melhor Artista Feminino                         |                      | Indicação |
| MTV Europe Music Awards       | Melhor Música Pop                               |                      | Indicação |
| MTV Europe Music Awards       | Melhor Música                                   | "Left Outside Alone" | Indicação |
| Noordzee FM Awards            | Melhor Artista Feminina Internacional           |                      | Venceu    |
| Nordic Music Awards           | Melhor Artista Feminina Internacional           |                      | Venceu    |
| TMF Awards                    | Melhor Cantora Internacional                    |                      | Venceu    |
| TMF Awards                    | Melhor Pop Internacional                        |                      | Venceu    |
| VIVA Comet Awards             | Melhor Atuação Internacional                    |                      | Indicação |
| 2005                          |                                                 |                      |           |
| Diva Entertainment Awards     | Música de mais Sucesso-CD                       | Anastacia            | Venceu    |
| Prêmio Echo 2005              | Melhor Pop Internacional/Rock Artista do Ano    |                      | Venceu    |
| NRJ Radio Awards              | Melhor Artista Feminino Internacional           |                      | Venceu    |
| NRJ Radio Awards              | Melhor Música Pop                               |                      | Venceu    |
| NRJ Radio Awards              | Melhor Música                                   | "Left Outside Alone" | Venceu    |
| Marie Claire                  | Mulher do Ano                                   |                      | Venceu    |
| Rockbjörnen                   | Melhor Àlbum Não-Sueco                          | Anastacia            | Venceu    |
| Rockbjörnen                   | Melhor Àlbum Não-Sueco                          |                      | Venceu    |
| TMF Awards                    | Melhor Cantora Internacional                    |                      | Venceu    |
| 2009                          |                                                 |                      |           |
| Women's World Award           | Prêmio de Artista Mundial                       |                      | Venceu    |

## Páginas Externas
- — Página Oficial
- — Perfil no MySpace